# Сюльский, Семён Иванович
Семён Иванович Сюльский (1911—1985) ― участник Великой Отечественной войны.
Известен тем, что в зиму 1941—1942 года совершил лыжный переход длиною в 2500 км до районного военкомата, чтобы стать добровольцем в Красную Армию.

## Биография
Родился в 1911 году в Якутии в Сюлинском наслеге Нюрбинского улуса Якутии.
В 1935 году окончил Якутскую национальную военную школу, после этого работал комендантом строительства Центральной электростанции в городе Якутск.
Когда началась Великая Отечественная война, Семён Сюльский работал в бригаде рыбаков Булунского района на берегах Северного Ледовитого океана. Рыбаки этого региона имели «бронь» от мобилизации. Однако Семён Сюльский вместе с товарищами по бригаде решил попасть на фронт. Для этого они в начале 1942 года, в условиях полярной ночи и сильных холодов, совершили лыжный переход длиною в 2500 километров до Нюрбы, где был ближайший призывной пункт. Переход длился 35 дней.
С разрешения командования Забайкальского военного округа Сюльский и его товарищи были мобилизованы в ряды Красной Армии.
Боевой путь старший сержант Сюльский начал под Ржевом в должности помощника командира взвода. Здесь получает ранение. После госпиталя сражался с врагом в районе Старой Руссы, Великих Лук и Курска. В одном из боев тяжелораненым попал в плен.
В плену ему предложили перейти на сторону армии Власова, но Семён отказался. Летом 1943 года он совершил побег из лагеря военнопленных. После этого присоединился к партизанскому отряду «Буревестник» в Одесской области. В отряде командовал взводом ПТР.
После освобождения Одесской области Сюльский воевал в составе 81-го Краснознаменного полка имени Александра Невского 54-й Краснознаменной дивизии на 1-м Украинском фронте. Войну закончил в поверженном Берлине.
Через двадцать лет после войны написал книгу «В Савранских лесах», переведенную на украинский язык.

## Награды
- Ордена Отечественной войны I степени
- Орден Красной Звезды[4]
- Медали «За отвагу», «За освобождение Праги», «За победу над Германией» и «Партизану Великой Отечественной войны I степени».